# ادوار مانه
ادوار مانه (به فرانسوی: Édouard Manet؛ زاده ۲۳ ژانویه ۱۸۳۲ میلادی – درگذشته ۳۰ آوریل ۱۸۸۳ میلادی) نقاش فرانسوی بود. او یکی از اولین هنرمندان قرن نوزدهم میلادی بود که به مضامین زندگی مدرن پرداخت. او همچنین یکی از محوری‌ترین هنرمندان در انتقال از رئالیسم به امپرسیونیسم به حساب می‌آید.
شاهکارهای ابتدایی مانه، ناهار در چمنزار و المپیا بسیار بحث‌برانگیز بودند و همواره به عنوان خط مشی برای نقاشان جوان امپرسیونیسم، مورد استفاده قرار می‌گرفتند. امروزه این آثار را پایه و اساس تکامل هنر مدرن می‌شناسند.

## سال‌های آغازین زندگی
ادوار مانه در ۲۳ ژانویه سال ۱۸۳۲ میلادی در پاریس و در خانواده‌ای ثروتمند به دنیا آمد. مادرش «اوژنی - دزیره فورنیه» دخترخوانده ولیعهد سوئد، «چارلز برنادت» بود که خانواده سلطنتی سوئد در حال حاضر از نوادگان وی به‌شمار می‌روند. پدرش «آگوس مانه» قاضی بود و انتظار داشت تا ادوار پیشه‌ای در حقوق را دنبال کند اما دایی‌اش «چارلز فورنیه»، او را به نقاشی تشویق می‌کرد و اغلب، مانه جوان را با خود به لوور می‌برد. در ۱۸۴۵ و در پی نصیحت‌های دایی چارلز، مانه در یک دوره مخصوص طراحی ثبت‌نام کرد، جایی که «آنتونی پروست»، روزنامه‌نگار و سیاستمدار آینده فرانسوی را برای اولین بار ملاقات کرد و دوستی‌شان تا پایان عمر حفظ شد.
در ۱۸۴۸ و بنا به پیشنهاد پدرش، مانه با یک کشتی آموزشی به ریو دوژانیرو در برزیل رفت. بعد از دو بار رد شدن در امتحان ورودی نیروی دریایی، سرانجام پدرش با درخواست وی در پیگیری آموزش حرفه‌ای هنر موافقت کرد. از ۱۸۵۰ تا ۱۸۵۶ میلادی، مانه تحت آموزش نقاش آکادمیک توماس کوتر که یکی از تاثیرگذارترین نقاشان وقایع تاریخی در فرانسه بود، قرار گرفت. ادوار جوان در اوقات فراغتش آثار استادان قدیم نقاشی در لوور را کپی می‌کرد.
از سال ۱۸۵۳ تا سال ۱۸۵۶ میلادی، او با ملاقات از سه کشور آلمان، ایتالیا و هلند، تحت تأثیر آثاری از نقاشان اسپانیایی، دیه‌گو ولاسکز و فرانسیسکو گویا و همچنین، هنرمند هلندی فرانس هالس قرار گرفت. در ۱۸۵۶، ادوار استودیوی خود را باز کرد و سبک او در کارهای این دوران بیشتر با ضربات نرم قلم‌مو، مختصرسازی جزئیات کار و عدم استفاده از رنگ‌های انتقالی همراه بود.

## زندگی خصوصی

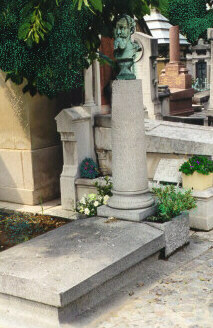
نمایی از سنگ قبر ادوار مانه در گورستان پسی در پاریس

در ۱۸۶۳ مانه با سوزان لینهوف ازدواج کرد، معلم پیانوی هلندی که با مانه همسن بود و برای تقریباً ده سال با یکدیگر رابطه‌ای عاشقانه داشتند. لینهوف در ابتدا توسط پدر مانه، آگوس، برای آموزش پیانو به ادوار و برادر کوچک‌ترش استخدام شد. او همچنین خدمتکار آگوس نیز بود. در ۱۸۵۲، لینهوف پسری را خارج از عرف زناشویی با نام لئون کوئیلا لینهوف به دنیا آورد.
پس از مرگ پدر مانه در سال ۱۸۶۲، ادوار با لینهوف ازدواج کرد. لئون لینهوف یازده ساله که پدرش احتمالاً یکی از مانه‌ها بوده‌است، در بسیاری از آثار مانه دیده می‌شود. معروف‌ترین این آثار، پسری در حال حمل شمشیر به سال ۱۸۶۱ است که هم‌اکنون در بخش هنر موزه متروپولیتن در نیویورک نگهداری می‌شود. لئون همچنین در حال حمل یک سینی در پس‌زمینه بالکنی، دیگر اثر ادوار مانه نیز دیده می‌شود.

## مرگ
مانه به علت بیماری سیفلیس و رماتیسم درمان نشده که از چهل سالگی به آن مبتلا بود، از دنیا رفت. بیماری در سال‌های پایانی زندگی مانه برای وی درد فراوان، رعشه و بی‌حسی در بخشی از بدن به‌وجود آورد. پای چپ ادوار، یازده روز پیش از مرگش به علت بیماری قانقاریا از بدن جدا شد و سرانجام، پس از درد و رنج طاقت فرسا، ادوارد مانه در ۵۱ سالگی در پاریس به تاریخ ۳۰ آوریل سال ۱۸۸۳ میلادی از دنیا رفت و در 'گورستان پسی در پاریس به خاک سپرده شد.

## نگارخانه

آوازخوان اسپانیایی ۱۸۶۰ م. موزه متروپولیتن نیویورک
موسیقی‌دان پیر ۱۸۶۲ م. گالری ملی هنر، واشینگتن
راه‌آهن ۱۸۷۳ م. نگارخانه ملی هنر
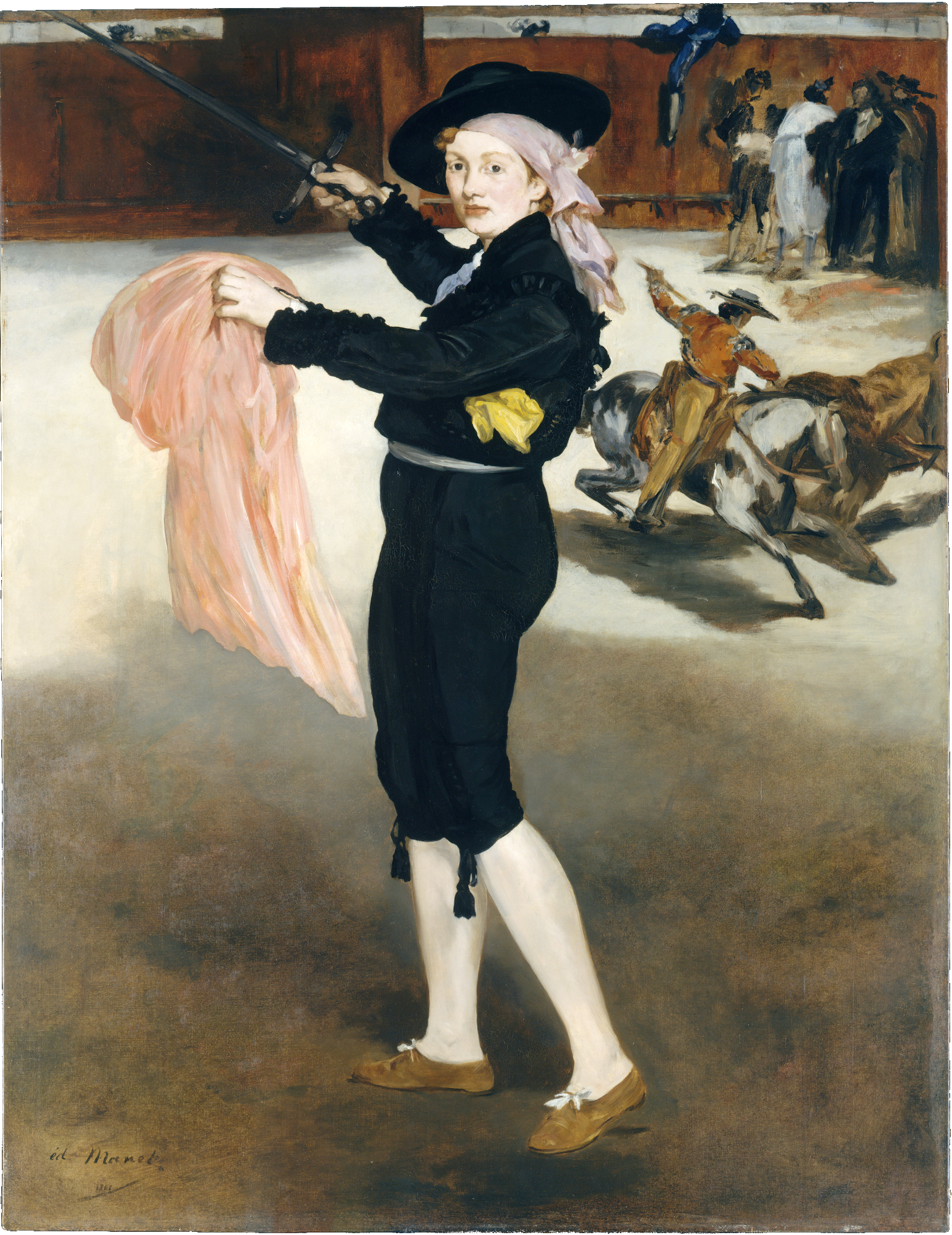
ویکتورین در لباس یک گاوباز ۱۸۶۲، بخش هنر موزه متروپولیتن نیویورک
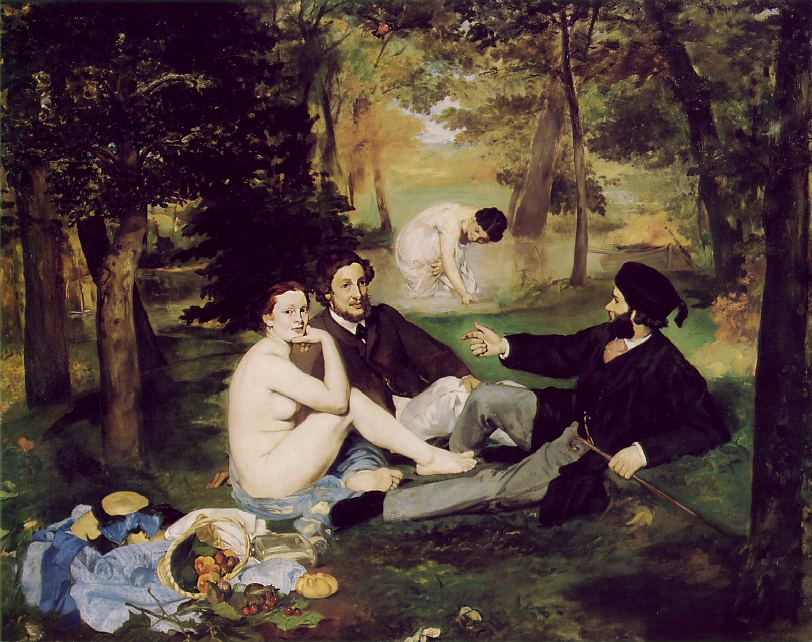
ناهار در چمنزار ۱۸۶۲-٬۱۸۶۳ موزه اورسی، پاریس
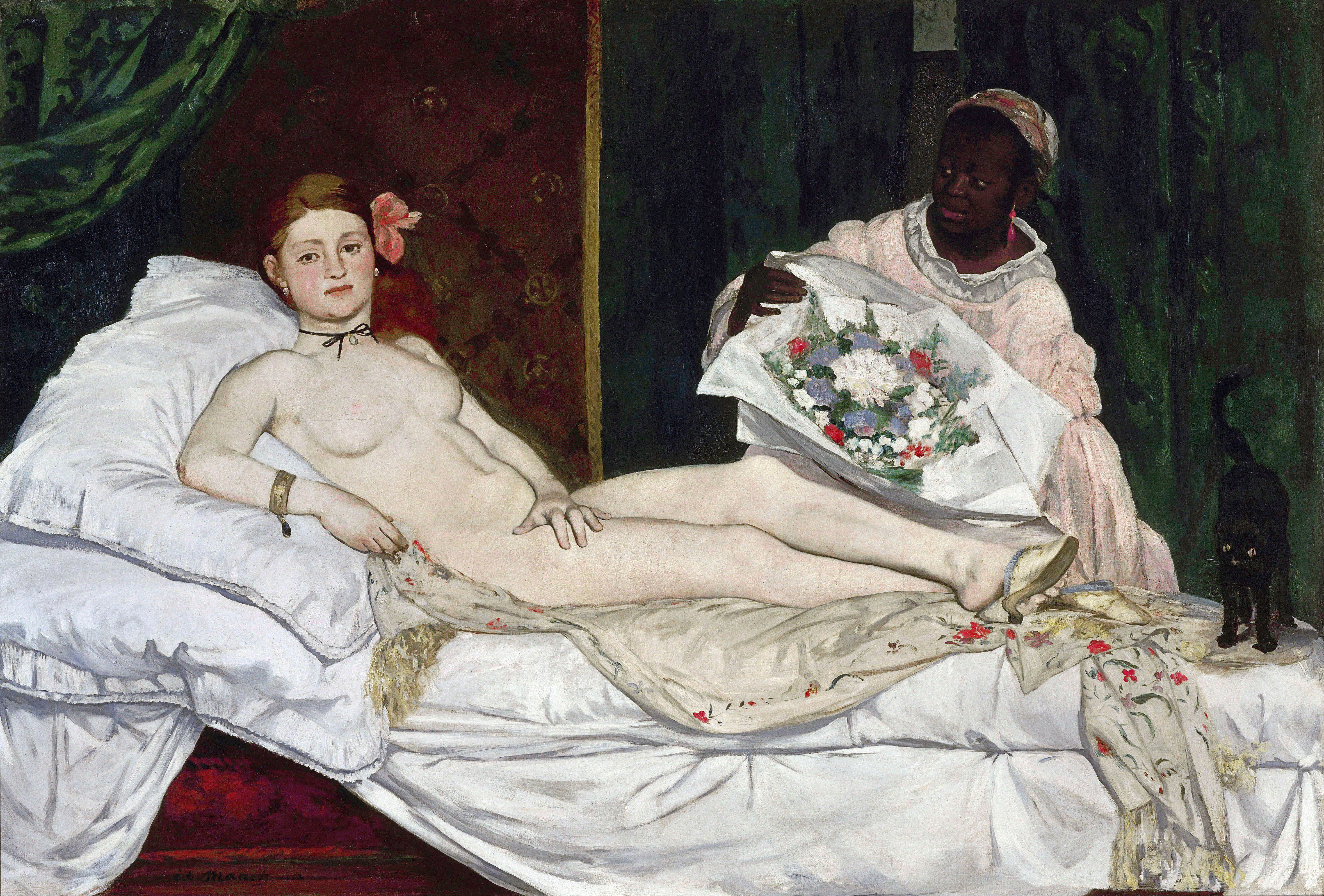
الم‍پیا ٬۱۸۶۳ موزه اورسی، پاریس
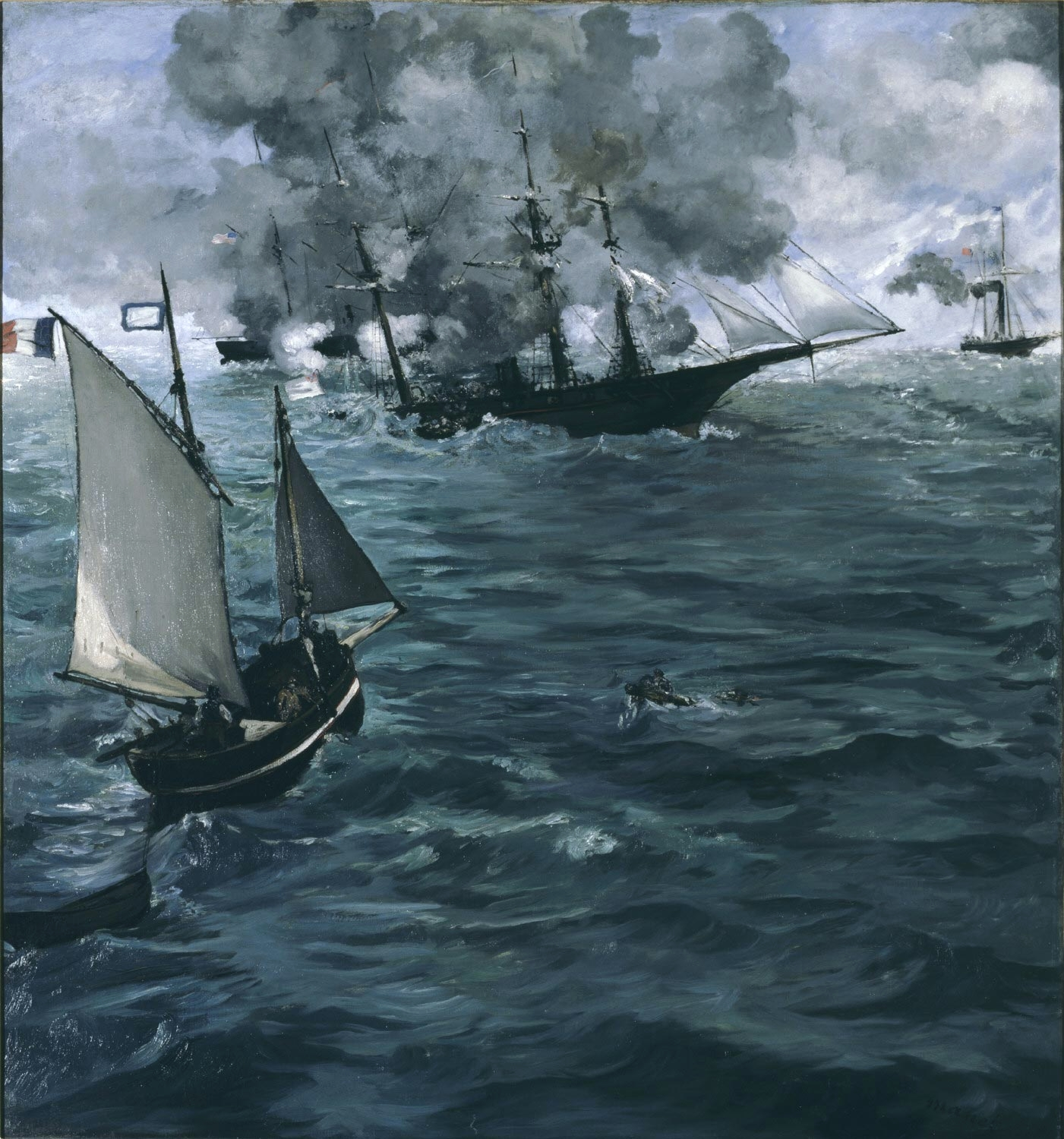
نبرد کرساج و آلاباما ۱۸۶۴، موزه هنر فیلادلفیا
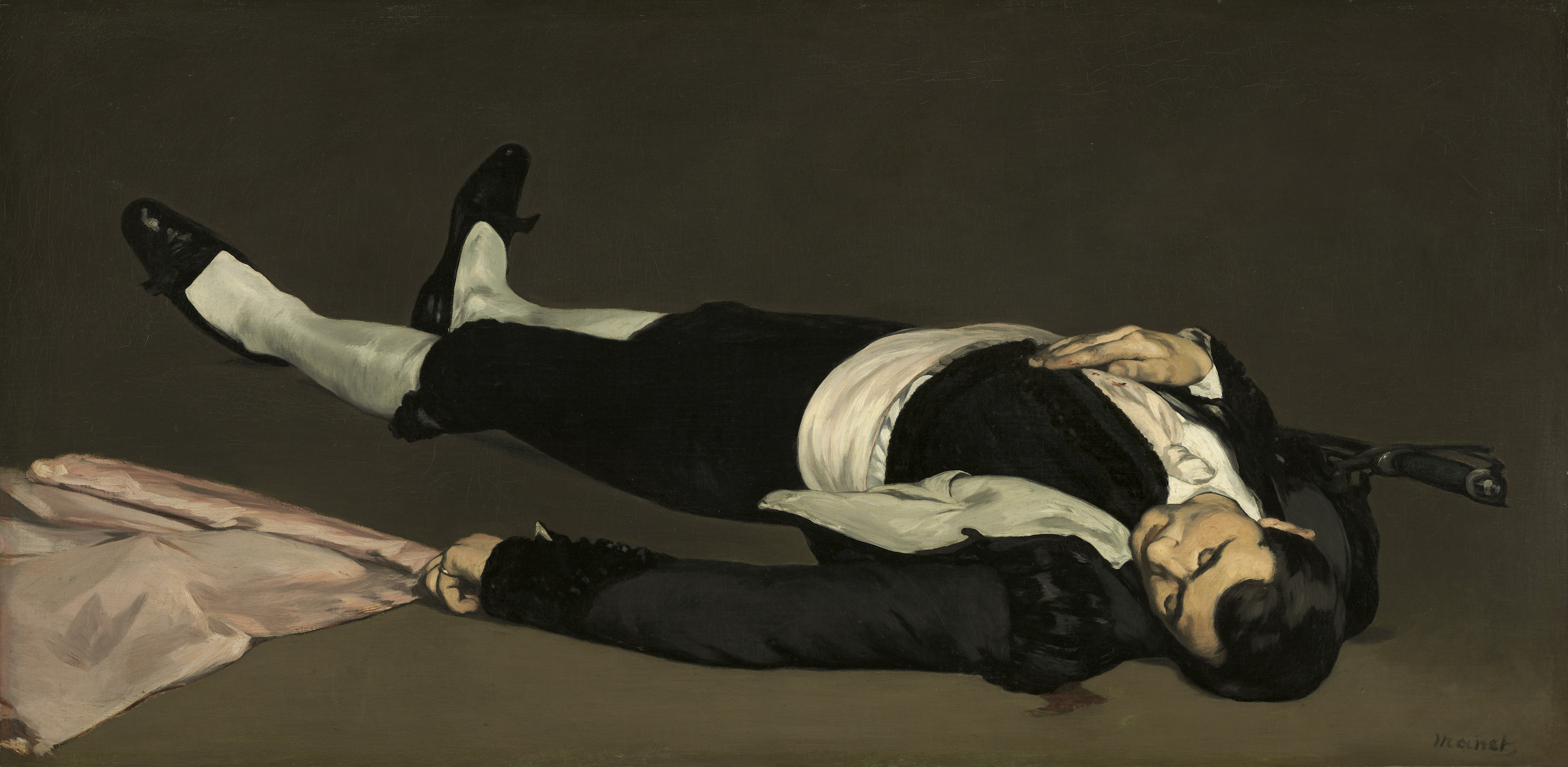
گاوباز مرده ۱۸۶۴-۱۸۶۵، گالری ملی هنر، واشینگتن
فیلسوف ۱۸۶۴-۱۸۶۷، موسسه هنر شیکاگو
طبیعت بی‌جان ماهی بین ۱۸۶۶ و ۱۸۶۹ م.
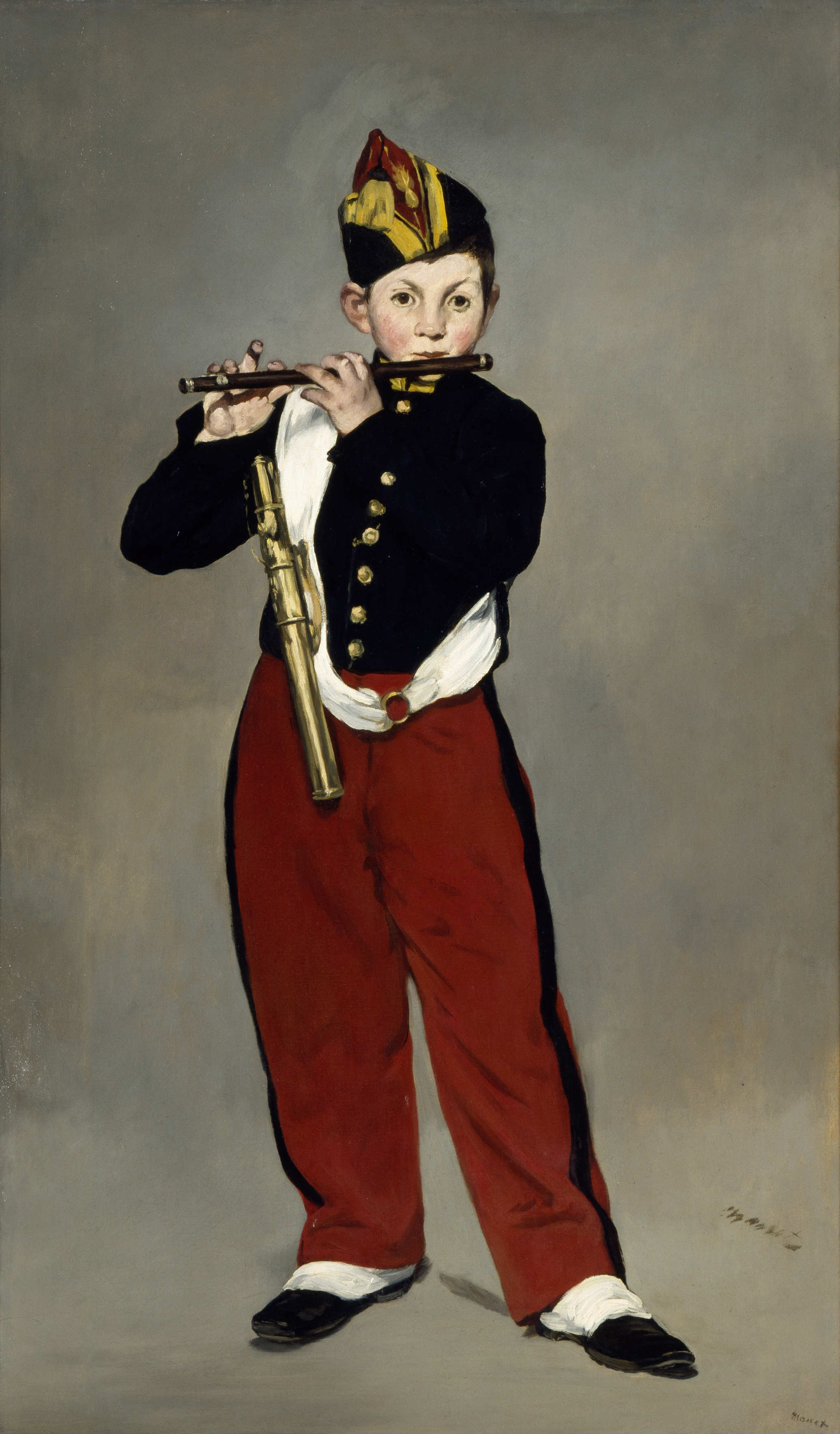
فلوت‌زن جوان ۱۸۶۶، موزه اورسی، پاریس
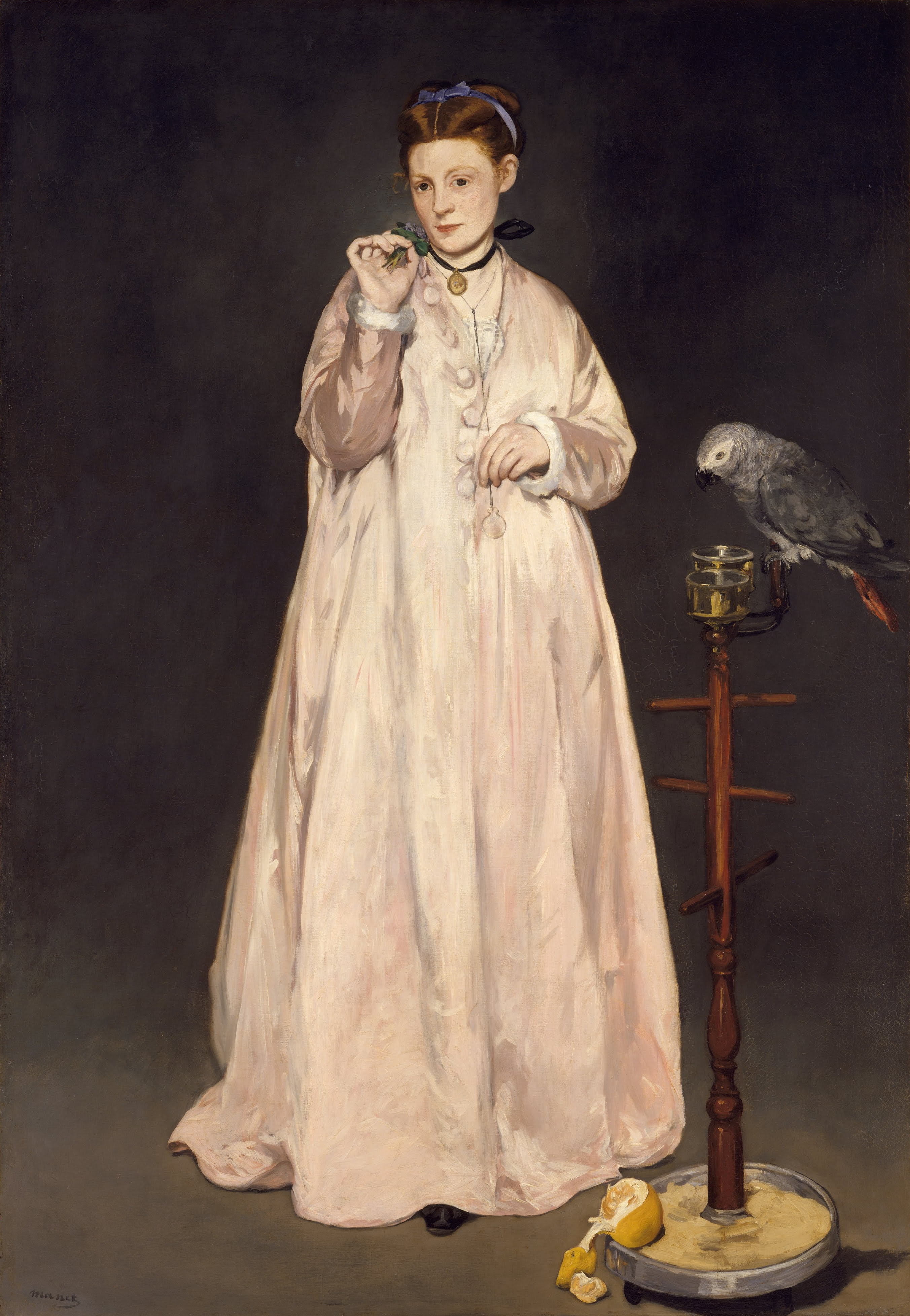
زنی با طوطی ۱۸۶۶، بخش هنر موزه متروپولیتن نیویورک
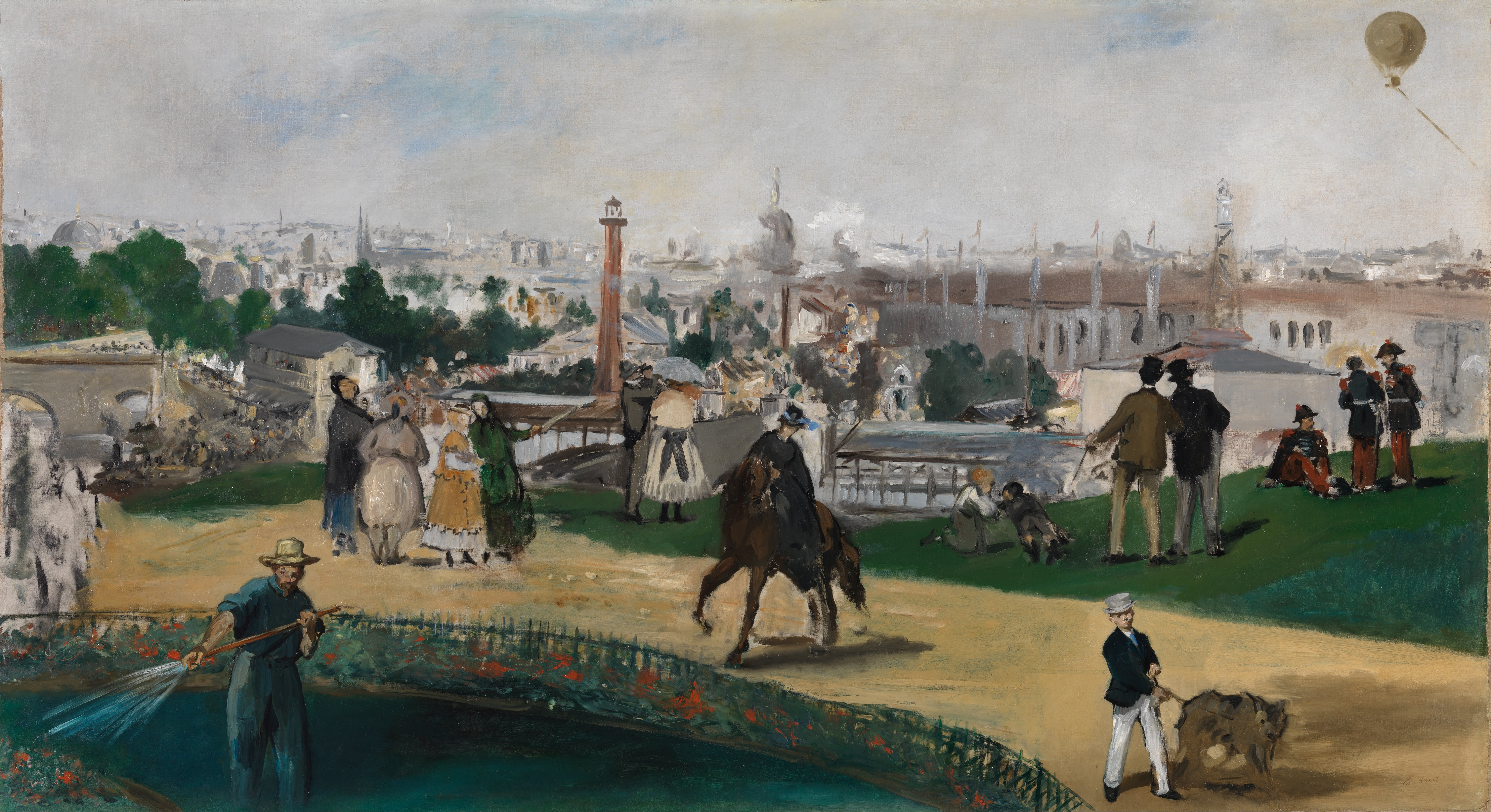
نمایی از نمایشگاه بین‌المللی پاریس ۱۸۶۷ م. گالری ملی نروژ
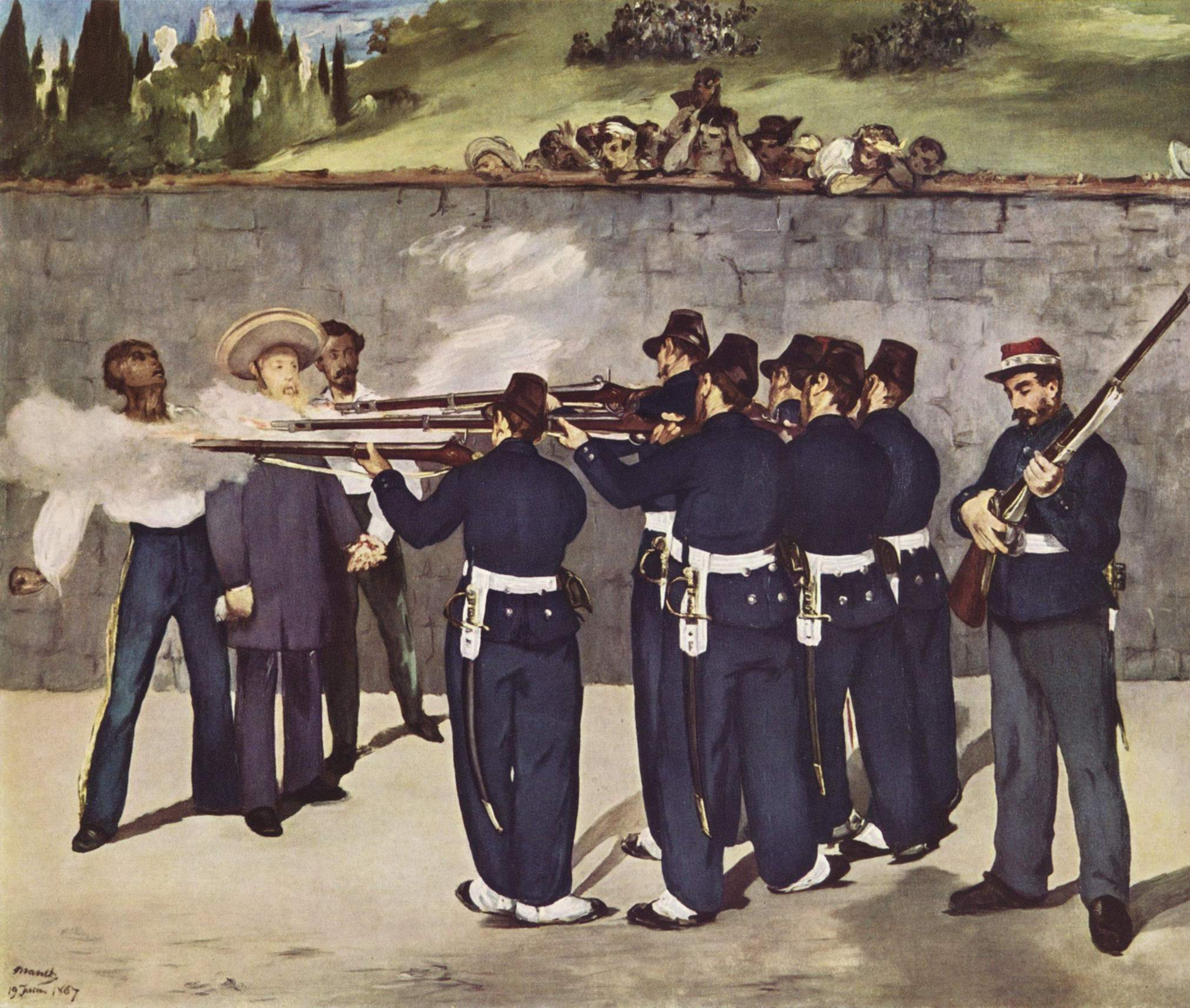
اعدام ماکسیمیلیان امپراتور مکزیک ۱۸۶۸
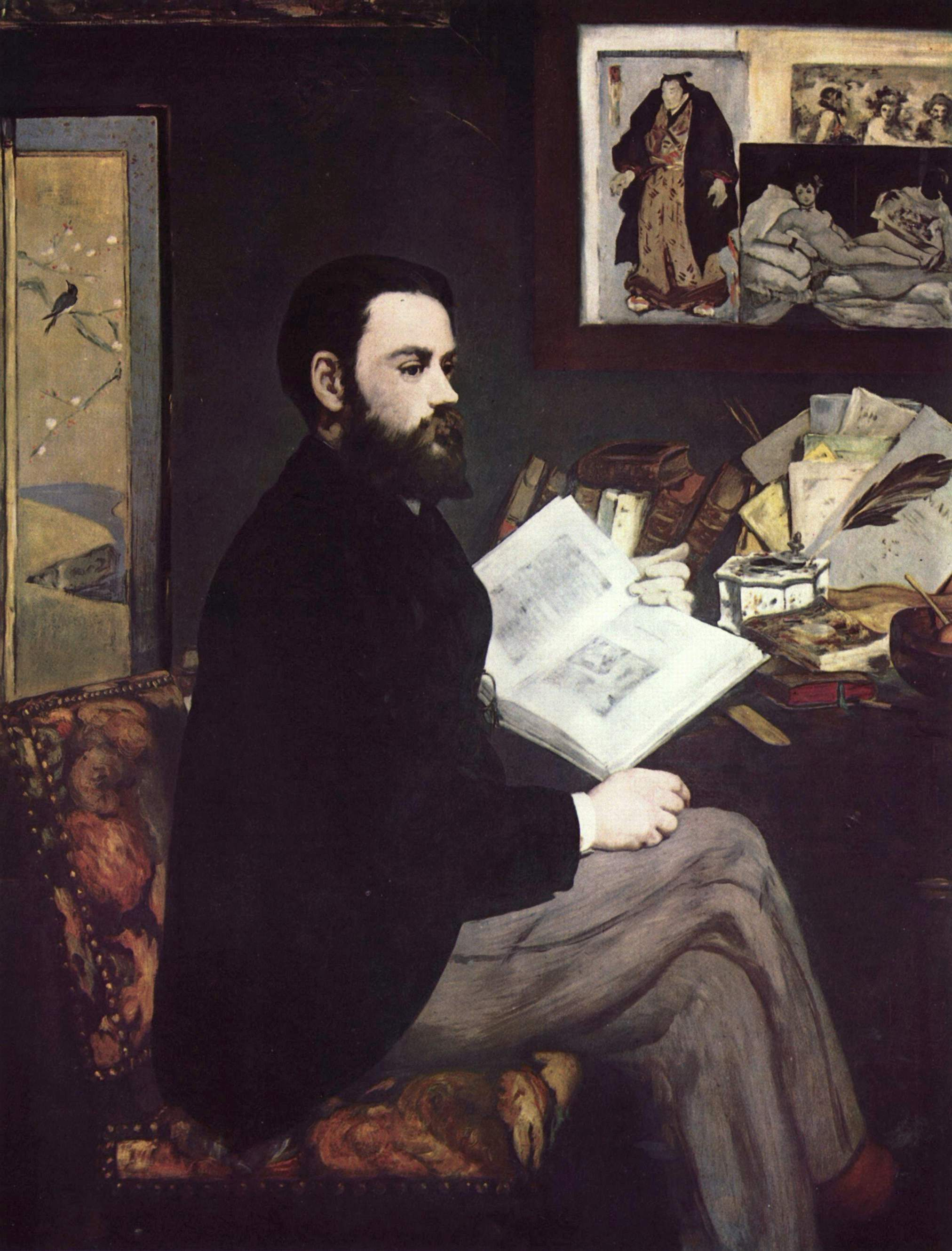
پرتره‌ای از امیل زولا ۱۸۶۸، موزه اورسی، پاریس
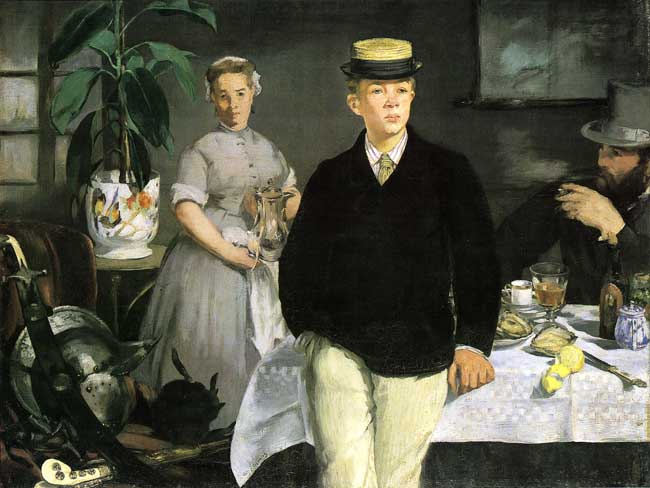
صبحانه در استودیو (ژاکت مشکی) ۱۸۶۸، مونیخ، آلمان
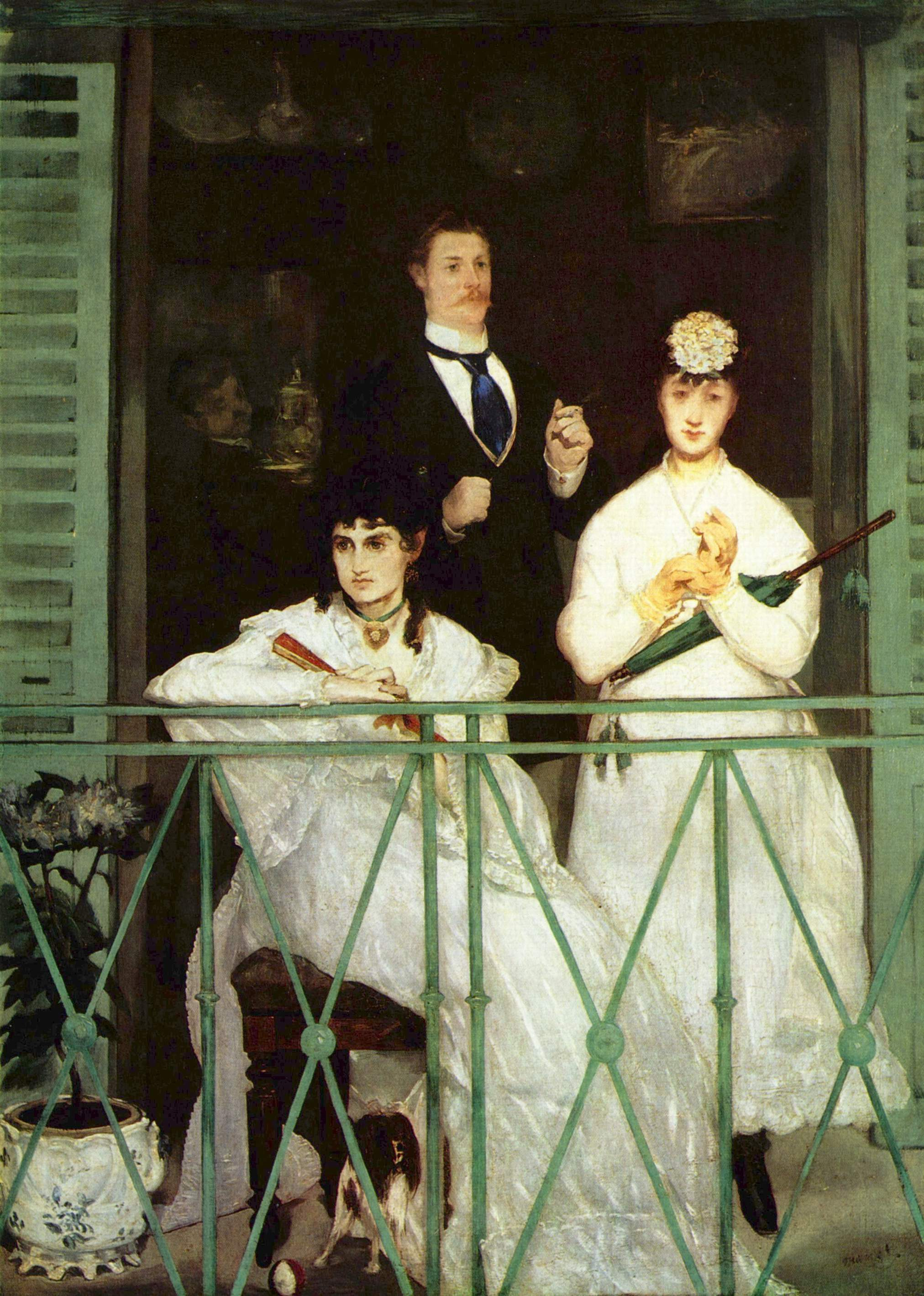
بالکن ۱۸۶۸-۱۸۶۹، موزه اورسی، پاریس
پرتره‌ای از اوا گونزالس ۱۸۷۰ نگارخانه ملی لندن
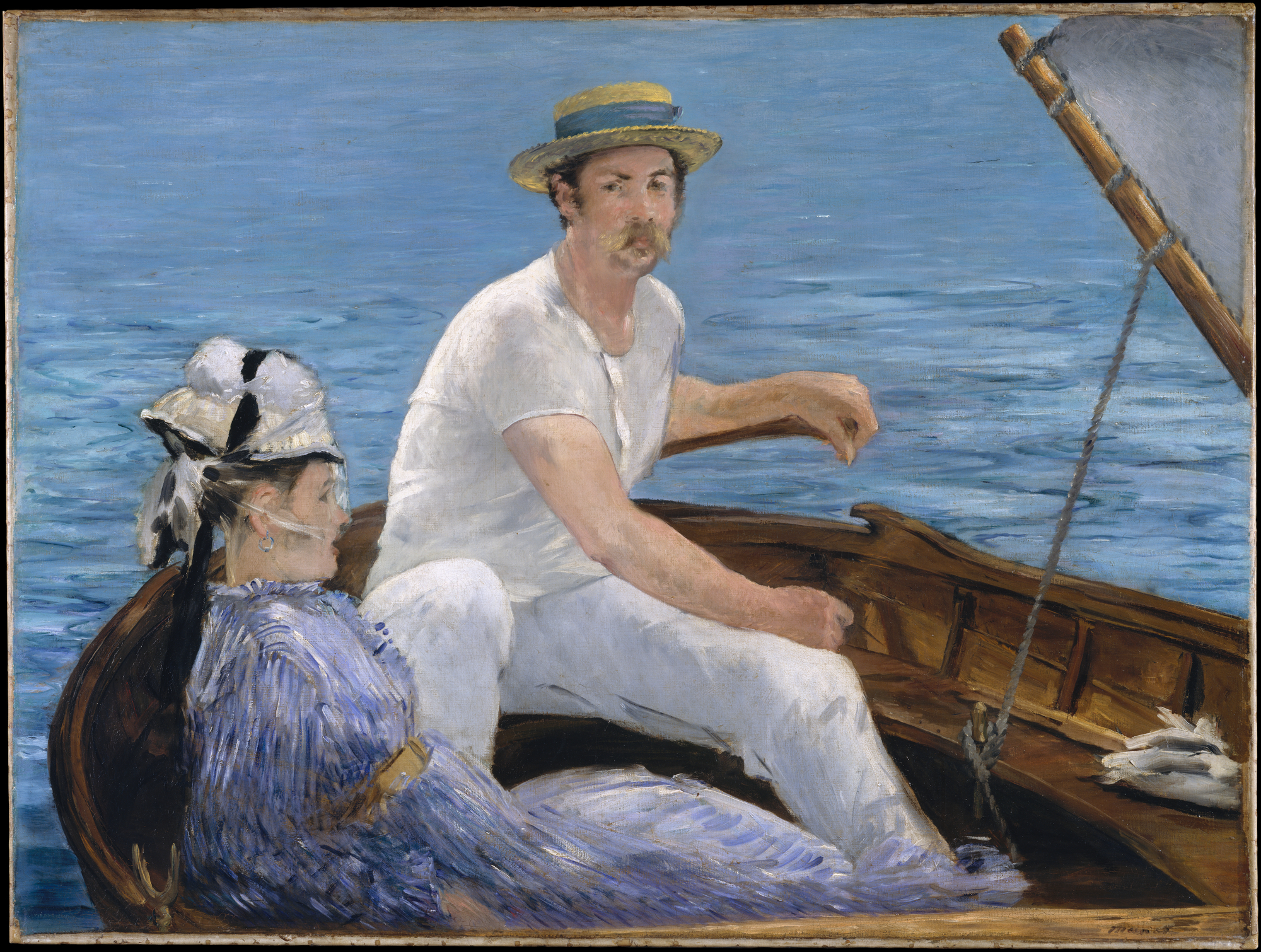
قایق‌رانی ۱۸۷۴، بخش هنر موزه متروپولیتن نیویورک
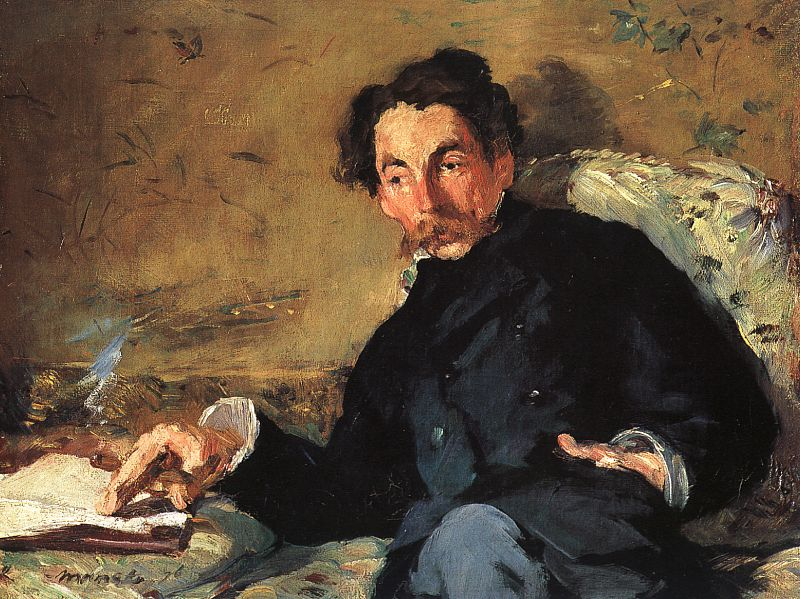
پرتره‌ای از استیفن مالارمه ۱۸۷۶، موزه اورسی، پاریس
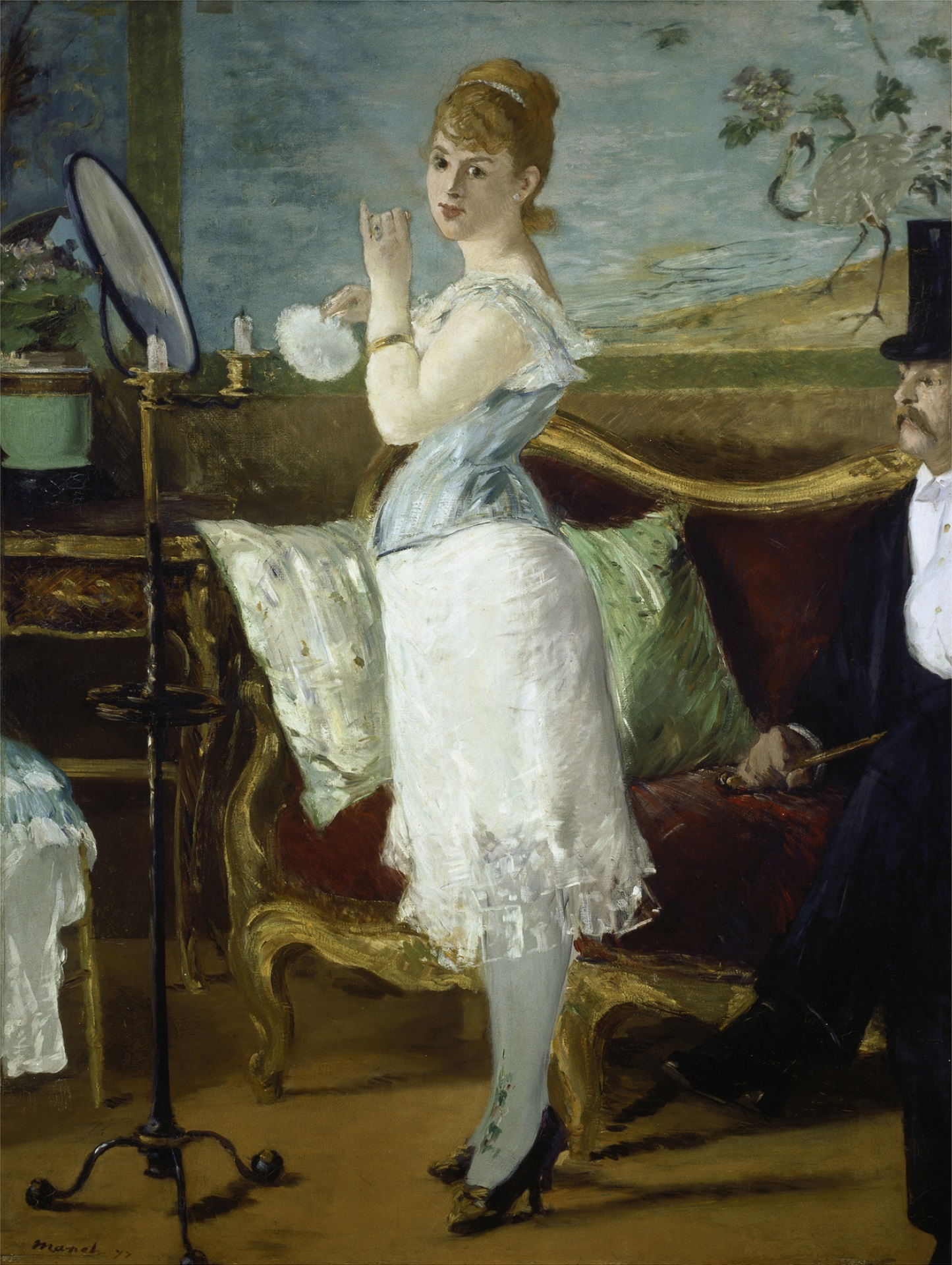
نانا ۱۸۷۷
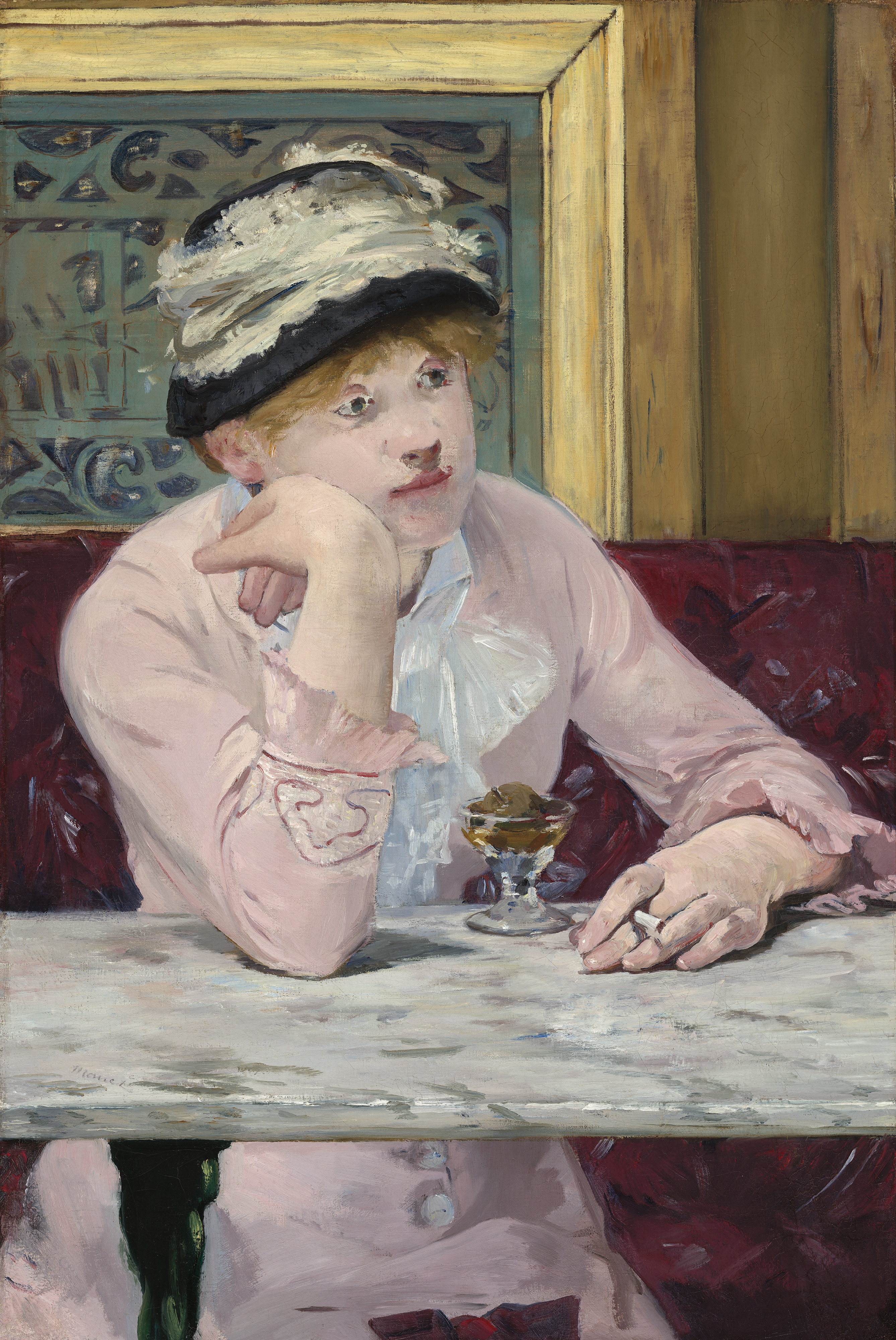
کار دل‌چسب ۱۸۷۸، گالری ملی هنر، واشینگتن
در کنسرواتوار ۱۸۷۹ م. گالری ملی قدیم، برلین
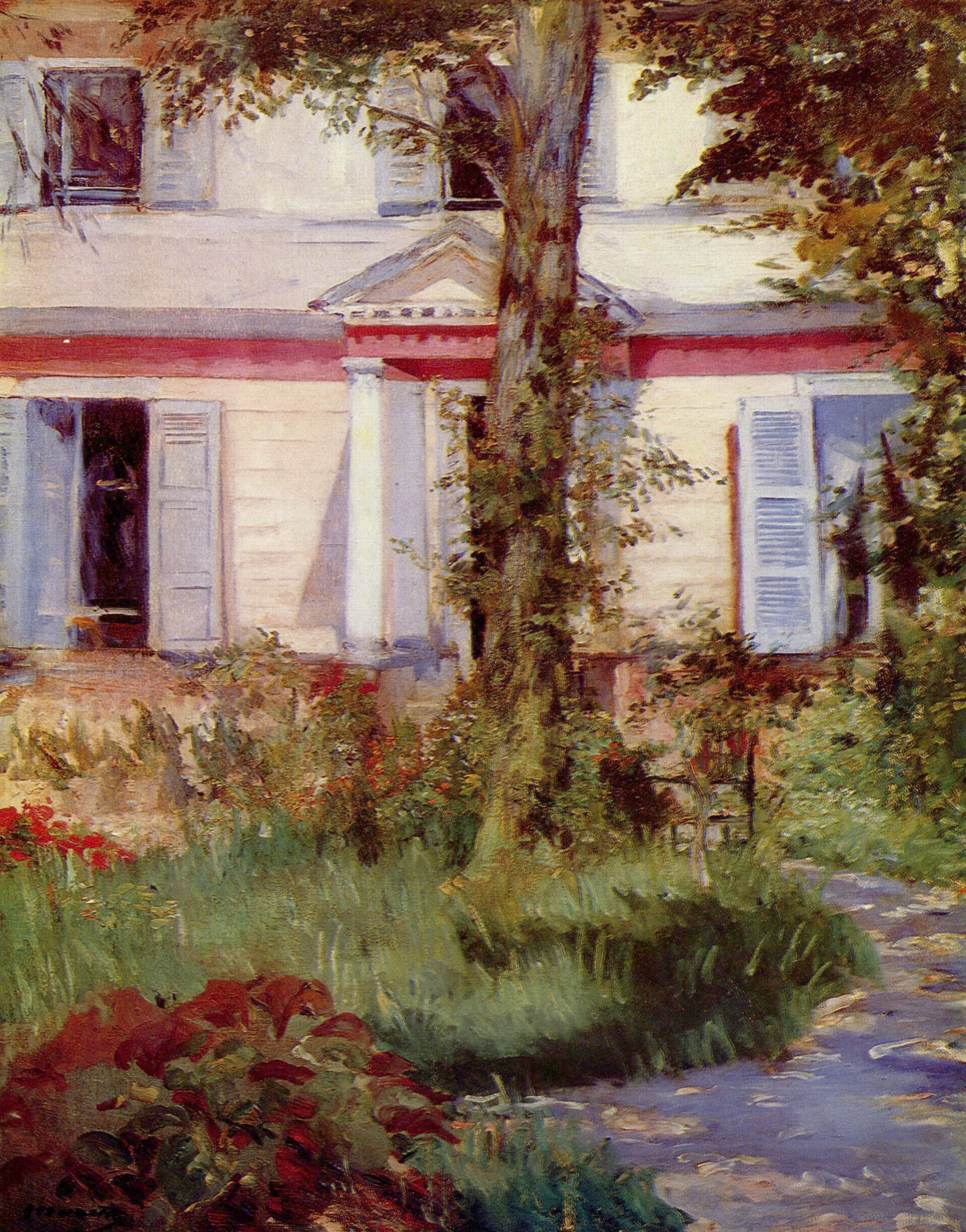
خانه‌ای در روی ۱۸۸۲، گالری ملی ویکتوریا، ملبورن، استرالیا
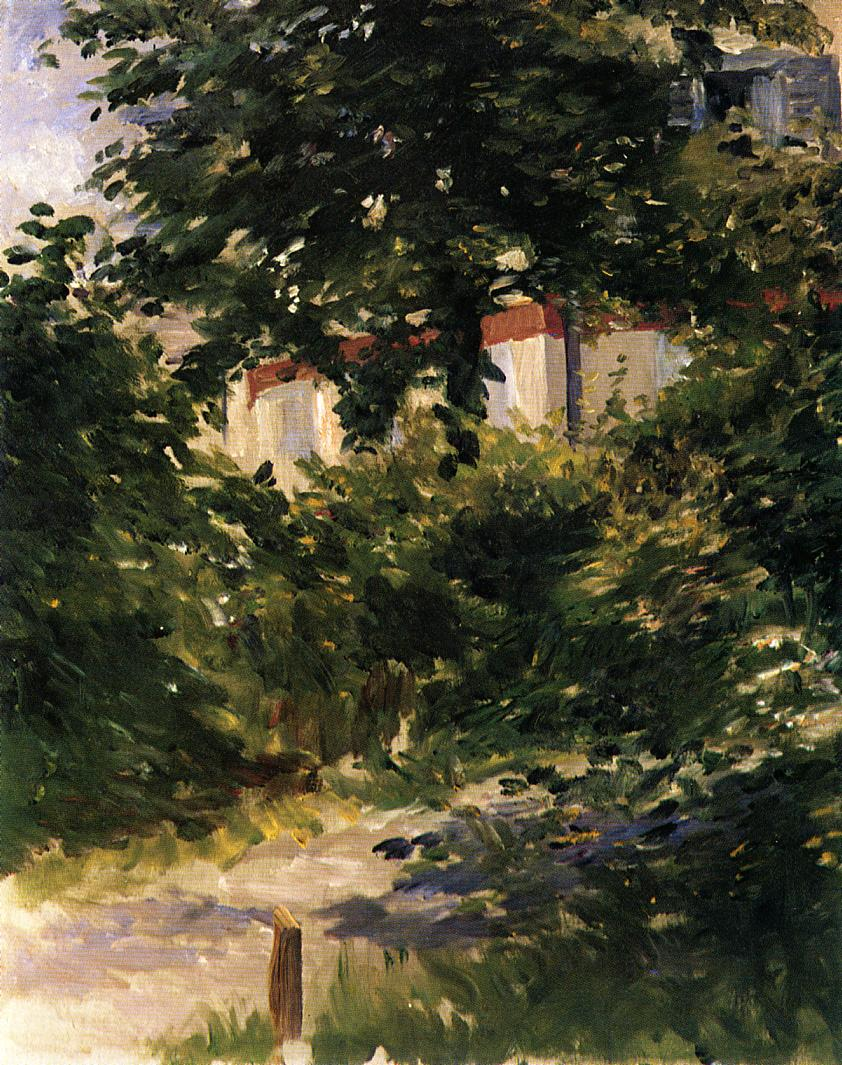
کوچه باغی در روی ۱۸۸۲
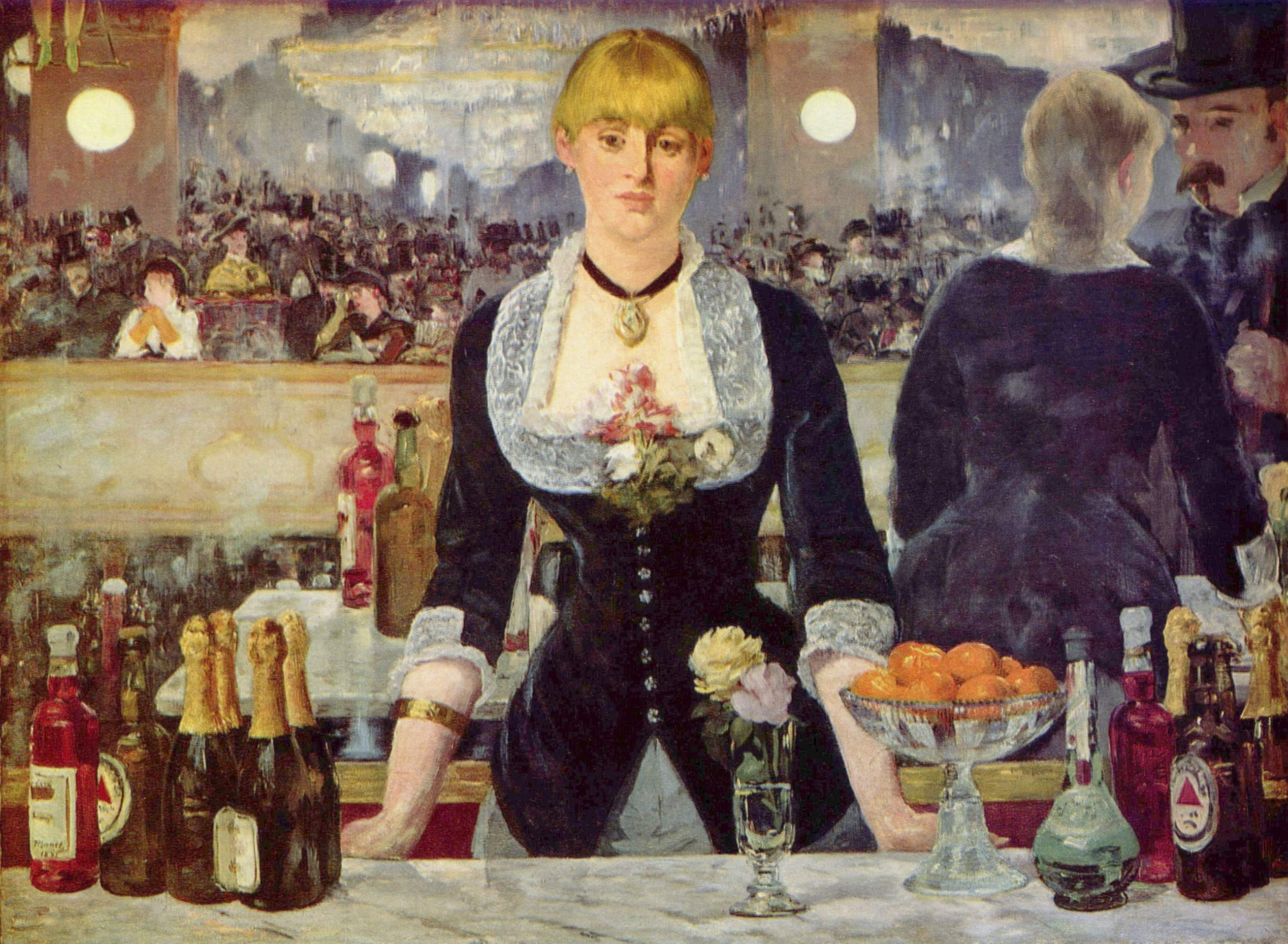
بار فولی برژه ۱۸۸۲
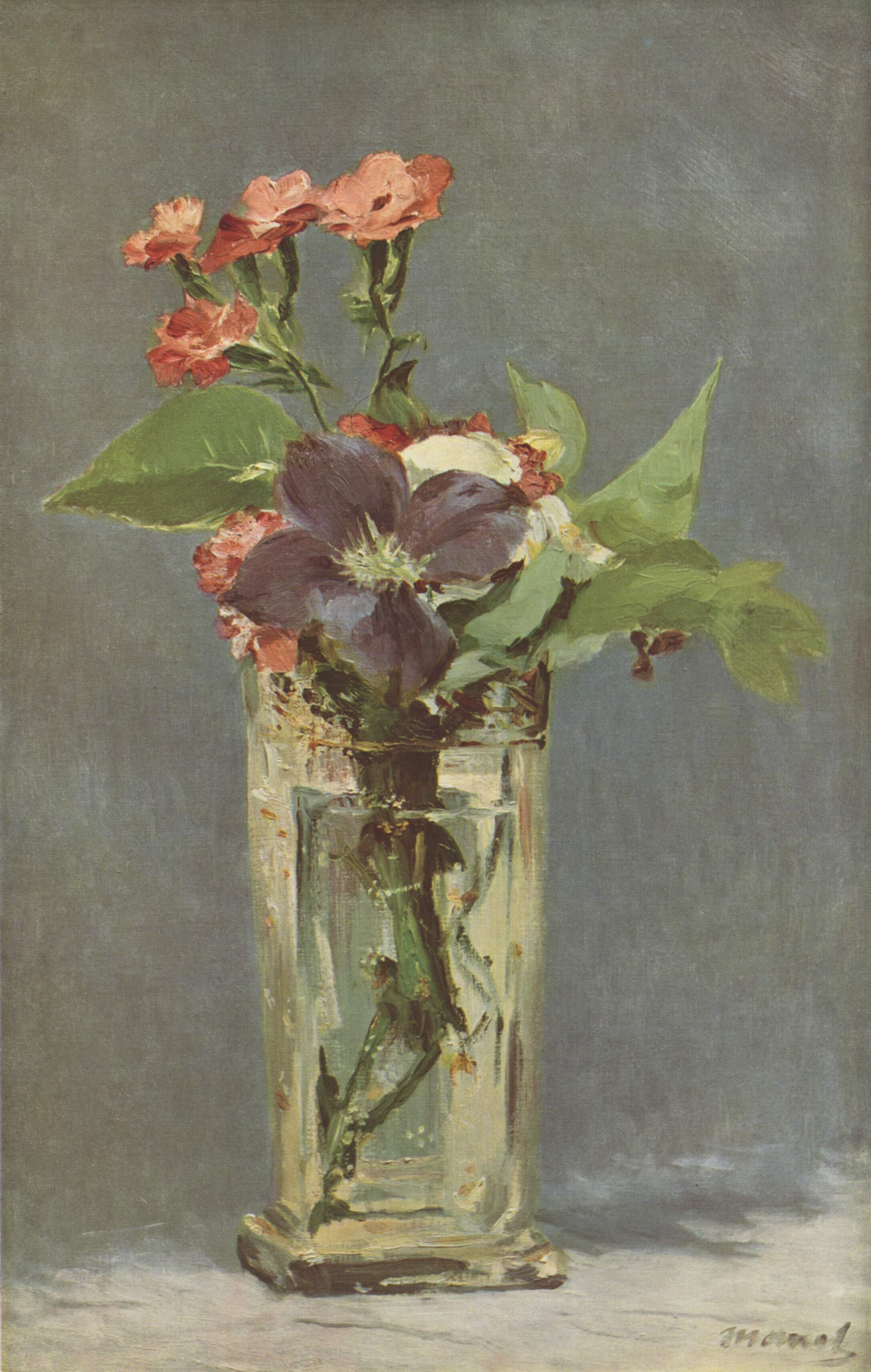
میخک و شقایق در گلدان کریستال ۱۸۸۳، موزه اورسی، پاریس
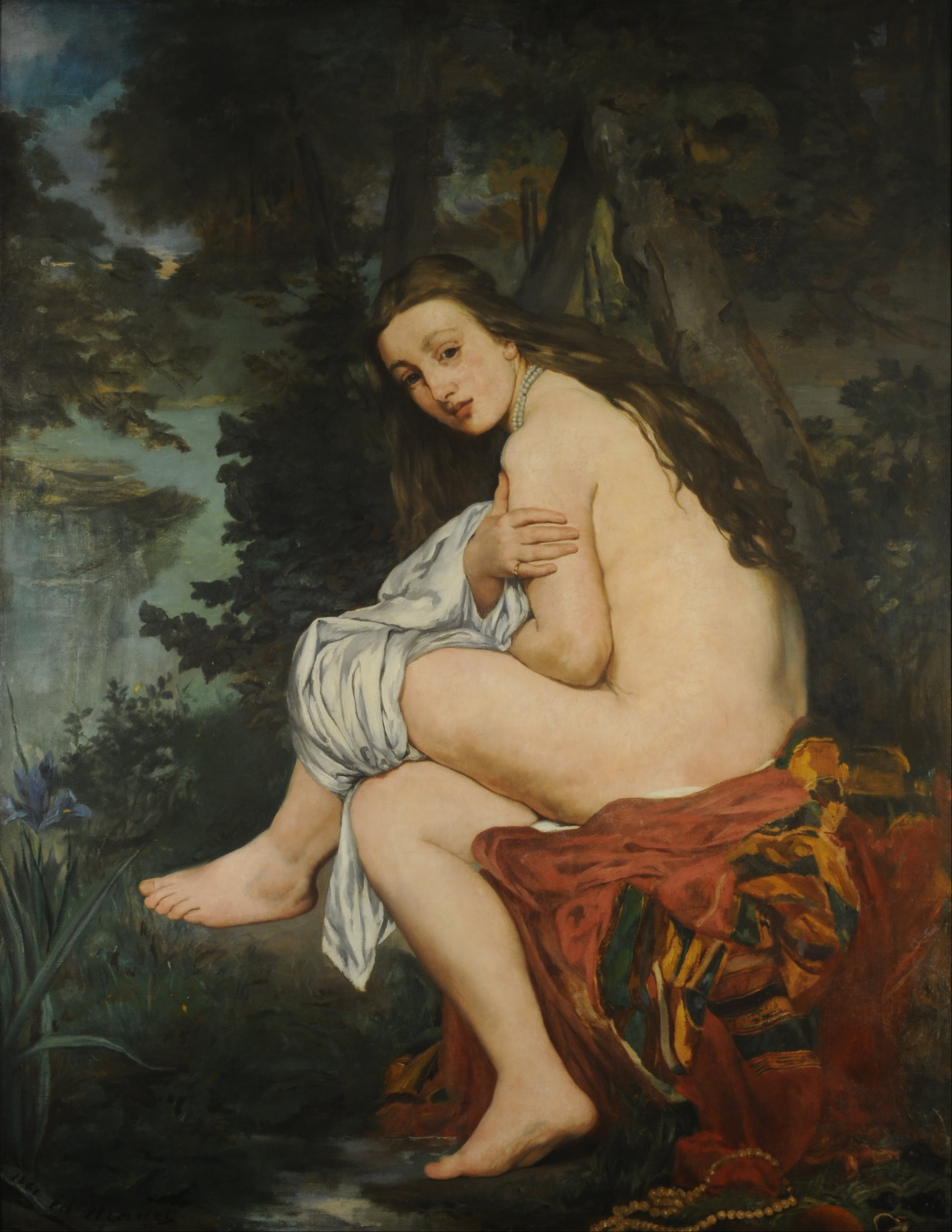
حوری شگفت‌زده ۱۸۶۱، موزه ملی هنرهای زیبا، بوئنوس آیرس، آرژانتین
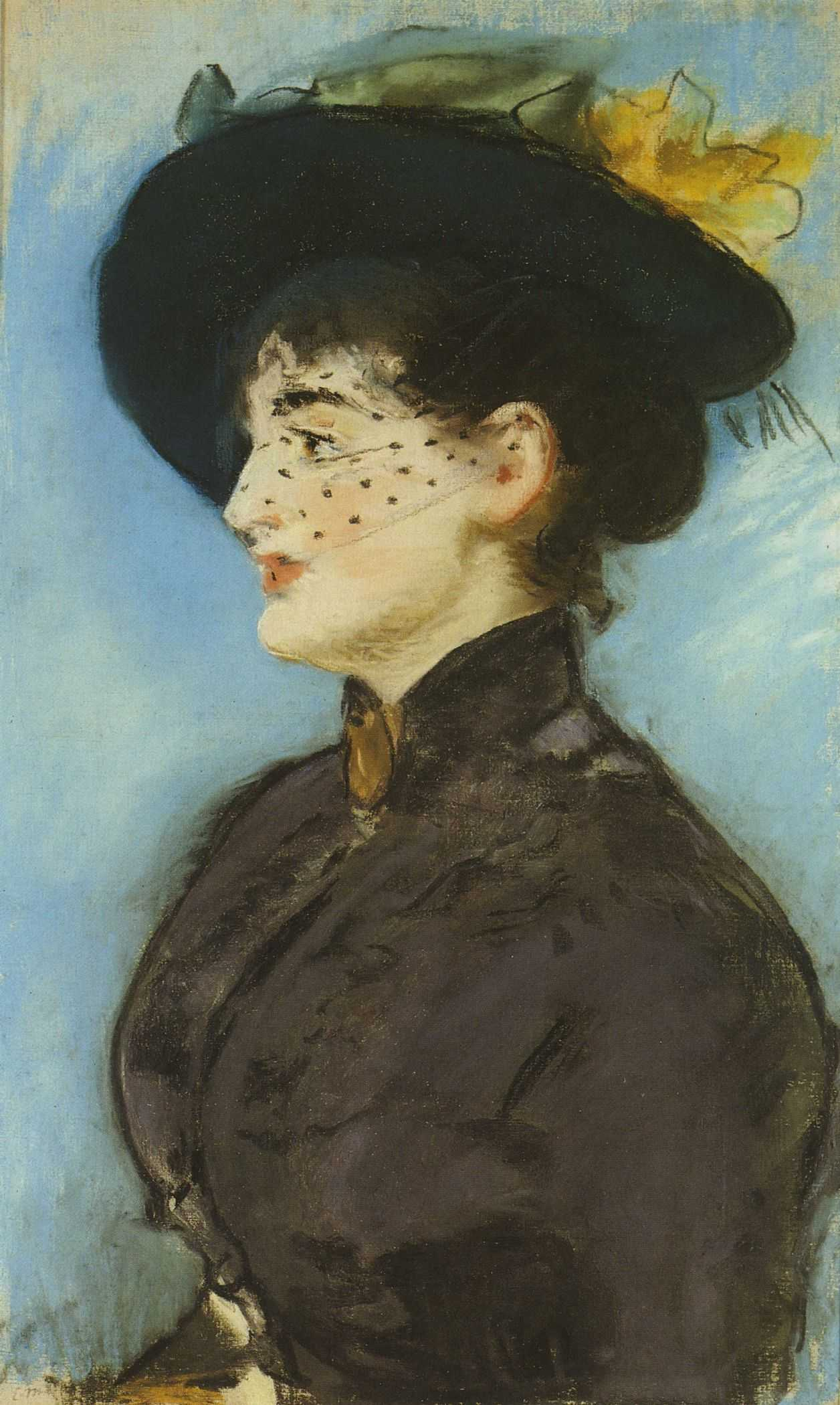
پُرترهٔ ایرما برونو
۱۸۸۰ م.
مجموعهٔ خصوصی